# Sławomir Kłosowski
Sławomir Kłosowski (Wambierzyce; 21 de Fevereiro de 1964 — ) é um político da Polónia. Ele foi eleito para a Sejm em 25 de Setembro de 2005 com 17894 votos em 21 no distrito de Opole, candidato pelas listas do partido Prawo i Sprawiedliwość.